# 1968年メキシコシティーオリンピックのオランダ選手団
1968年メキシコシティーオリンピックのオランダ選手団（1968ねんメキシコシティーオリンピックのオランダせんしゅだん）は、1968年10月12日から10月27日にかけてメキシコの首都メキシコシティーで開催された1968年メキシコシティーオリンピックのオランダ選手団、およびその競技結果。

## 概要
今大会は金メダル3個、銀メダル3個、銅メダル1個の合計7個のメダルを獲得した。

## メダル
| メダル | 選手名                                                                        | 競技   | 種目                       |
| ------ | ----------------------------------------------------------------------------- | ------ | -------------------------- |
| 金     | アダ・コック                                                                  | 競泳   | 女子200mバタフライ         |
| 金     | ヨープ・ズートメルク フェドル・デン・ヘルトフ ヤン・クレケルス レネ・パイネン | 自転車 | 男子チームタイムトライアル |
| 銀     | レイン・ルヴェサイン ヤン・ヤンセン                                           | 自転車 | 男子タンデムスプリント     |
| 銅     | ミア・ゴメルス                                                                | 陸上   | 女子800m                   |